# تب شبه‌حصبه (پاراتیفوئید)
تب شبه‌حصبه (پاراتیفوئید) تبی است که مداوم و همراه علایم حقیقی حصبه می‌باشد.
اما واکنش ویدال در آن مثبت نمی‌شود، عامل آن باسیل‌های تب حصبه (سالمونلا) است. تب شبه حصبه توسط نوعی باکتری دیگر ایجاد می‌شود. این بیماری شبیه به حصبه بوده اما به‌طور کلی علائم خفیفتری را ایجاد می‌کند.